# Amakuni
Amakuni (天國?) è il leggendario spadaio che, attorno al 700, creò nella provincia di Yamato la prima spada lunga a singolo taglio (tachi) con curvatura sul taglio. Era a capo degli spadai assoldati dall'imperatore del Giappone per fabbricare armi per i suoi guerrieri. Il figlio Amakura gli succedette nel lavoro. Secondo la leggenda avrebbe creato la katana a doppio taglio, la Kogarasu Maru. Il vero autore di questo lavoro non è conosciuto. Questo non ha analogie con i lavori delle diverse scuole di Yamato e si è quindi pensato che fosse un precoce esempio di lavoro di questa provincia.